# Јохан Вилхелм Ритер
Јохан Вилхелм Ритер (Замиц, 16. децембар 1776. — Минхен, 23. јануар 1810) био је њемачки хемичар и физичар. Познат је по томе што је 1801. открио ултраљубичасти дио спектра електромагнетног зрачења.